# Rijeka Marsenića
Rijeka Marsenića este un sat din comuna Andrijevica, Muntenegru. Conform datelor de la recensământul din 2003, localitatea are 353 de locuitori (la recensământul din 1991 erau 394 de locuitori).

## Demografie
În satul Rijeka Marsenića locuiesc 266 de persoane adulte, iar vârsta medie a populației este de 37,2 de ani (34,5 la bărbați și 40,2 la femei). În localitate sunt 103 gospodării, iar numărul mediu de membri în gospodărie este de 3,43.
|  |

| Demografie | Demografie | Demografie |
| An         | Locuitori  | Locuitori  |
| ---------- | ---------- | ---------- |
|            |            |            |
|            |            |            |
|            |            |            |
|            |            |            |
| 1948       | 392        |            |
| 1953       | 412        |            |
| 1961       | 468        |            |
| 1971       | 432        |            |
| 1981       | 404        |            |
| 1991       | 394        | 390        |
| 2003       | 414        | 353        |

| \| Componența etnică conform recensământului din 2003[2] \| Componența etnică conform recensământului din 2003[2] \| Componența etnică conform recensământului din 2003[2] \| Componența etnică conform recensământului din 2003[2] \| Componența etnică conform recensământului din 2003[2] \| \| ----------------------------------------------------- \| ----------------------------------------------------- \| ----------------------------------------------------- \| ----------------------------------------------------- \| ----------------------------------------------------- \| \| \| \| \| \| \| \| Sârbi \| Sârbi \| \| 263 \| 74,5% \| \| Muntenegreni \| Muntenegreni \| \| 80 \| 22,66% \| \| necunoscută \| necunoscută \| \| 6 \| 1,69% \| |              |  |     |        |
| Componența etnică conform recensământului din 2003 |              |  |     |        |
| |              |  |     |        |
| Sârbi | Sârbi        |  | 263 | 74,5%  |
| Muntenegreni | Muntenegreni |  | 80  | 22,66% |
| necunoscută | necunoscută  |  | 6   | 1,69%  |